# Niels Jørgen Steen
Niels Jørgen Steen, född 7 februari 1939 i Köpenhamn, är en dansk pianist och orkesterledare. 
Han har varit aktiv jazzpianist sedan 1958 i bland annat Arnvid Meyers orkester, Niels Jørgen Steens Beatkapel, dirigerat Danmarks Radios Big Band och Monday Night Big Band. Niels Jørgen Steen är en autodidakt pianist. Han har varit gift med skådespelerskorna Avild Sagild och Lotte Tarp. Med Avild Sagild har han barnen Paprika Steen och Nikolaj Steen.